# تقرير الحادث
في منشآت الرعاية الصحية، مثل المستشفيات ودور رعاية المسنين، أو دور الرعاية الدائمة لذوي الاحتياجات الخاصة، يكون تقرير الحادث أو تقرير الإصابة عبارة عن نموذج يُسجل فيه تفاصيل أي حدث غير اعتيادي يقع في المنشآة مثل تعرض مريض لإصابة ما. ويهدف هذا التقرير إلى توثيق تفاصيل الحدث بدقة عالية بينما لا تزال جميع التفاصيل حاضرة في أذهان شهود العيان. يمكن الاستفادة من مثل هذه التفاصيل والمعلومات في المستقبل عند التعامل مع قضايا المسئولية ومشكلاتها الناتجة عن هذا الحادث.
بشكل عام، وطبقًا لتوجيهات الرعاية الصحية، يجب استكمال التقرير في أقرب وقت ممكن بعد الحادث (ولكن بعد استقرار الحالة). وبهذه الطريقة، تكون التفاصيل المسجلة في التقرير في غاية الدقة.
تضم معظم تقارير الحوادث الإصابات التي يتعرض لها المرضى، مثل الإصابات الناتجة عن السقوط. لكن هناك عددًا من المنشآت الصحية تهتم أيضًا بتوثيق الحوداث التي يتعرض لها العاملون والزوار.
في حالة تعرض المريض لحادث أو إصابة ما، تتم متابعة حالته بعد الحادث لفترة معينة من الوقت بشكل مستمر (فربما يتعرض لها مرة أخرى)، ويشمل ذلك قياس العلامات الحيوية بانتظام.

## وصلات خارجية
- Sample incident report